# 笑一個！外村同學
《笑一個！外村同學》（日语：笑って!外村さん）是日本漫畫家創作的四格漫畫。

## 概要
本作為水森みなも作品，曾於《Manga Time Jumbo》2009年八月號、十月號及十二月號上客串連載，後於芳文社旗下《Manga Time Special》2010年二月號正式連載至2017年十二月號。另於同屬芳文社旗下的《Manga Home》2010年六月號及2011年七月號上連載過。已於2017年12月出版全七卷單行本。於2012年9月7日推出廣播劇CD。

## 故事
經常目露兇光、僅靠眼神就能把人嚇得退避三舍的外村同學，被全校師生當成不良少女。但其實她只是天生相貌兇惡加上不擅言語，實際是個擅長料理家政，喜歡可愛東西的女高中生。
一天，外村偶然救下了被人欺負的春野同學，春野同學在知曉外村真面目後決定為其進行微笑特訓，從此不擅言語、有點笨拙，又總是想多了、做無用功的外村同學為學會微笑而努力。

## 人物
聲優為廣播劇CD的聲優
外村夏紀（声优：泽城美雪）
本書的主角，笑起來跟瞪人沒分別。
身型高大，因為很在意，所以跟人說話時會故意彎腰，結果很像故意瞪人。
天生茶色頭髮的女高中生，有想過染黑髮，但因為染髮像不良少女而作罷。
因為經常做家事臂力很大，但別人誤會是打架練出來。
春野實香（声优：内田真礼）
偶然被外村救下而成為朋友的普通女生，外村最大理解者同時也是第一個朋友。
外村千鶴（声优：雪野五月）
外村的母親，因為海外工作而經常不在家。原不良少女頭頭，外村以為她學生時代是賢淑女生。
外村冬馬（声优：代永翼）
外村的弟弟，品學兼優的學生，很受女同學歡迎。
因尊敬身兼母職的姐姐而對其使用敬語，其中一個別人誤會外村是不良少女的原因。
三云（声优：高坂笃志）
大板來的轉校生，目標成為搞笑藝人，希望能逗外村發笑，後因吊橋效應喜歡上外村。
佐藤君枝（声优： 原嶋燈）
外村班的班級委員，因誤會外村是不良少女而努力想讓她改過自新。
吉永（声优：藤井幸代）
外村學校的美術科女老師，外村的理解者，經常被外村照顧。
紫
仰慕外村而自願當外村小跟班。
誤會外村弟弟是手下之一。
姬木彌生
相貌端莊的大小姐，因為氣質而難以親近。
想靠學習外村成為不良少女，但難掩其大小姐氣質。
不良三人組
校內的不良女生，企圖打倒外村，結果迷上外村的弟弟。
店長
外村打工的家庭餐廳店長。
怕跟外對視而閉眼，但因為平時說話眯著眼所以沒發覺。
由井雛子
和外村一起打工的女生。
外表嬌小可愛，內心陰險惡毒，和外村完全相反。
發現外村只有外表可怕後故意隱瞞，並利用其好人性格，自稱沒有朋友。
吉安
意大利人，外村姐弟旅遊認識的途人，因為喜歡外村而自願當導遊。
分不清日語「可愛」和「可怕」的發音。

## 書籍
日本漫畫版於芳文社出版，全7卷。
| 冊數 | 芳文社         | 芳文社                 | 東立出版       | 東立出版           |
| 冊數 | 發售日期       | ISBN                   | 出版日期       | ISBN               |
| ---- | -------------- | ---------------------- | -------------- | ------------------ |
| 1    | 2010年12月22日 | ISBN 978-4-8322-6919-4 | 2012年3月19日  | ISBN 9789861087764 |
| 2    | 2011年6月22日  | ISBN 978-4-8322-6972-9 | 2012年10月12日 | ISBN 9789861087771 |
| 3    | 2012年8月22日  | ISBN 978-4-8322-5102-1 | 2013年7月18日  | ISBN 9789861087788 |
| 4    | 2013年11月22日 | ISBN 978-4-8322-5241-7 |                |                    |
| 5    | 2014年12月21日 | ISBN 978-4-8322-5345-2 |                |                    |
| 6    | 2016年5月22日  | ISBN 978-4-8322-5480-0 |                |                    |
| 7    | 2017年12月7日  | ISBN 978-4-8322-5649-1 |                |                    |

## 外部連結
- 芳文社官網的作品介紹 （页面存档备份，存于）（日語）
- 東立 （页面存档备份，存于）（中文）